# Манн, Томас
Па́уль То́мас Манн (нем. Paul Thomas Mann, 6 июня 1875, Любек, Германская империя — 12 августа 1955, Цюрих, Швейцария) — немецкий писатель
, эссеист, мастер интеллектуальной прозы, автор дневника, сценарист, педагог, лауреат Нобелевской премии по литературе (1929), младший брат Генриха Манна, отец Клауса Манна, Голо Манна и Эрики Манн. Его главные произведения — романы «Будденброки», «Волшебная гора», «Иосиф и его братья», «Доктор Фаустус», новелла «Смерть в Венеции». Кроме того, перу Манна принадлежат романы «Королевское высочество», «Избранник», «Признания авантюриста Феликса Круля».

## Биография

### Происхождение и юные годы
Пауль Томас Манн, самый знаменитый представитель своего семейства, богатого известными писателями, родился 6 июня 1875 года в семье состоятельного любекского купца Томаса Йоханна Генриха Манна (1840—1891), занимавшего должность городского сенатора. Мать Томаса, Юлия Манн, урождённая да Сильва-Брунс (1851—1923), происходила из семьи с бразильскими корнями. Семья Манн была довольно многочисленной. У Томаса было два брата и две сестры: старший брат, известный писатель Генрих Манн (1871—1950), младший брат Виктор (1890—1949) и две сестры Юлия (1877—1927, самоубийство) и Карла (1881—1910, самоубийство). Семья Манн была зажиточной, детство братьев и сестёр было беззаботным, почти безоблачным.
В 1891 году отец семейства умер от рака. Согласно его завещанию, семейная фирма и дом в Любеке были проданы, так что жене и детям пришлось довольствоваться процентами с вырученной суммы.

### Начало писательской карьеры

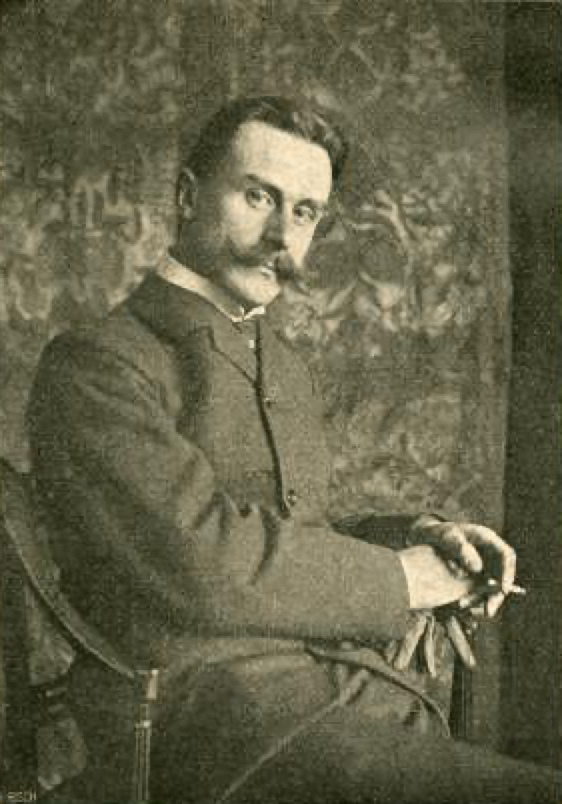
Томас Манн в начале своей писательской карьеры

После смерти отца в 1891 году и продажи семейной фирмы семья переехала в Мюнхен, где Томас Манн прожил (с небольшими перерывами) до 1933 года. В середине 1890-х годов Томас и Генрих на время уехали в Италию. Однако ещё в Любеке Томас Манн начал проявлять себя на литературном поприще в качестве издателя и автора литературно-философского журнала «Весенняя гроза», а в дальнейшем писал статьи для издаваемого его братом Генрихом журнала «Двадцатый век». По возвращении из Италии Томас Манн недолго (1898—1899) работал редактором популярного немецкого сатирического журнала «Симплициссимус», прошел годовую армейскую службу и опубликовал первые новеллы.
Известность к Манну пришла в 1901 году, когда вышел первый роман, «Будденброки». В этом романе, за основу которого была взята история его собственного рода, Манн описал историю упадка и вырождения купеческой династии из Любека. Каждое новое поколение этой семьи всё менее и менее способно продолжать дело своих отцов в силу отсутствия присущих им бюргерских качеств, как то: бережливость, усердие и обязательность — и всё больше и больше уходит от реального мира в религию, философию, музыку, пороки. Итогом этого становится не только постепенная утрата интереса к коммерции и престижу рода Будденброкков, но и утрата смысла жизни и воли к жизни, оборачивающаяся нелепыми и трагическими смертями последних представителей этого рода.
Вслед за «Будденброками» последовало издание не менее успешного сборника новелл под названием «Тристан», лучшей из которых была новелла «Тонио Крёгер». Главный герой этой новеллы отрекается от любви, причиняющей ему только боль, и посвящает себя искусству, однако встретив случайно Ганса Гансена и Ингерборг Хольм — двух разнополых объектов своих неразделённых чувств, — он снова переживает то смятение, которое когда-то охватывало его при одном только взгляде на предмет своего юношеского влечения.
В 1905 году Томас Манн женился на Кате Прингсхайм, дочери мюнхенского профессора математики Альфреда Прингсхайма. От этого брака у них появились шестеро детей, четверо из которых — Эрика, Клаус, Голо и Михаэль — впоследствии проявили себя на литературном поприще. Согласно свидетельству Голо Манна, еврейское происхождение матери тщательно скрывалось от детей. Дети:
| Имя            | Дата рождения  | Дата смерти     |
| -------------- | -------------- | --------------- |
| Эрика          | 9 ноября 1905  | 26 августа 1969 |
| Клаус          | 18 ноября 1906 | 21 мая 1949     |
| Ангелус (Голо) | 27 марта 1909  | 7 апреля 1994   |
| Моника         | 7 июня 1910    | 17 марта 1992   |
| Элизабет       | 24 апреля 1918 | 8 февраля 2002  |
| Михаэль        | 21 апреля 1919 | 1 января 1977   |

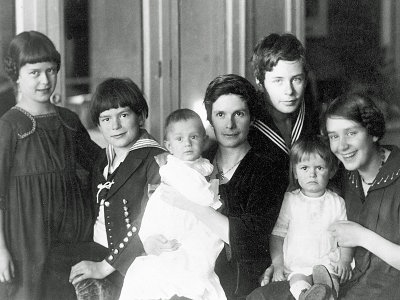
Катя Манн с детьми: (слева направо) Моника, Голо, Михаэль, Клаус, Элизабет и Эрика

Томас Манн был гомосексуалом и тщательно скрывал это.
Второй роман Томаса Манна, «Королевское высочество», был начат летом 1906 и закончен в феврале 1909 года.

### Политическая эволюция Манна. Новые произведения
Брак Манна поспособствовал вхождению писателя в круги крупной буржуазии, и это во многом укрепляло его политический консерватизм, который до поры до времени не проявлялся на публике. В 1911 году Манн написал новеллу «Смерть в Венеции» — о внезапно вспыхнувшей любви немолодого мюнхенского писателя Густава Ашенбаха к 14-летнему мальчику.
В годы Первой мировой войны Манн выступал в поддержку Германской империи, а также против пацифизма и общественных реформ, свидетельством чего стали его публицистика и книга «Рассуждения аполитичного», которую он опубликовал незадолго до поражения Германии в 1918 году: в ней он защищал имперское государство и сожалел, что Россия не стала союзником Германии в войне против Запада. В этой книге он провёл черту между «Германской культурой», которую представляла Германия, и «Западной цивилизацией», которую представляли Франция и Англия, относя к «Западной цивилизации», политику, сатиру, Просвещение и рационализм, а к «культуре» — музыку, иронию, традиции (в т. ч. и традиционную семью) и иррационализм. Книга была направлена против «писателей-цивилизаторов», ориентированных на ценности Запада, в том числе и против брата автора Генриха Манна, демократа и автора политико-сатирического романа «Верноподданный», выступавшего за поражение Германской империи в войне и установление демократического государства. Во многом объём произведения определили роман Генриха и его эссе «Золя», в котором он прямо высказывал отношение к войне. Творчество Генриха, носящее политический и сатирический характер, Томас Манн, не называя Генриха прямо, отвергал, противопоставляя своему творчеству, основанному на иронии.
Примирение между братьями наступило лишь в 1922 году после убийства националистами-радикалами министра иностранных дел Веймарской республики Вальтера Ратенау. Томас Манн пересмотрел свои взгляды и публично заявил о своей приверженности демократии. Он вступил в Немецкую демократическую партию — партию либерально-демократического толка; однако в мае 1923 года, когда на премьере пьесы Бертольта Брехта «В чаще городов» национал-социалисты, усмотревшие в ней «еврейский дух», спровоцировали скандал, забросав зал гранатами со слезоточивым газом, Томас Манн, в то время корреспондент нью-йоркского агентства «Дайел», отнёсся к этой акции сочувственно. «Мюнхенский народный консерватизм, — писал он в третьем из своих „Писем из Германии“, — оказался начеку. Он не терпит большевистского искусства».
В 1924 году в свет вышло новое крупное и успешное произведение Томаса Манна — «Волшебная гора». Это также одно из наиболее сложных произведений немецкой литературы XX века. Главный герой романа, Ганс Касторп, приезжает на высокогорный курорт для больных туберкулёзом навестить своего кузена. Выясняется, что он тоже болен. Мир на горе завораживает его своей интеллектуальной жизнью, где царит собственная философия. Таким образом, его пребывание на курорте затягивается на несколько лет. Касторп развивает свою философскую мысль, откидывая фрейдизм, упадок и смерть, сам при этом становясь центром духовности.
В 1929 году Манну была присуждена Нобелевская премия по литературе за роман «Будденброки».
В 1930 году Томас Манн, всё более проникавшийся сочувствием к левым идеям, произнёс речь в Берлине «Призыв к разуму», в которой призвал к созданию общего антифашистского фронта социалистов и либералов для борьбы с общим врагом и прославлял сопротивление рабочего класса нацизму.

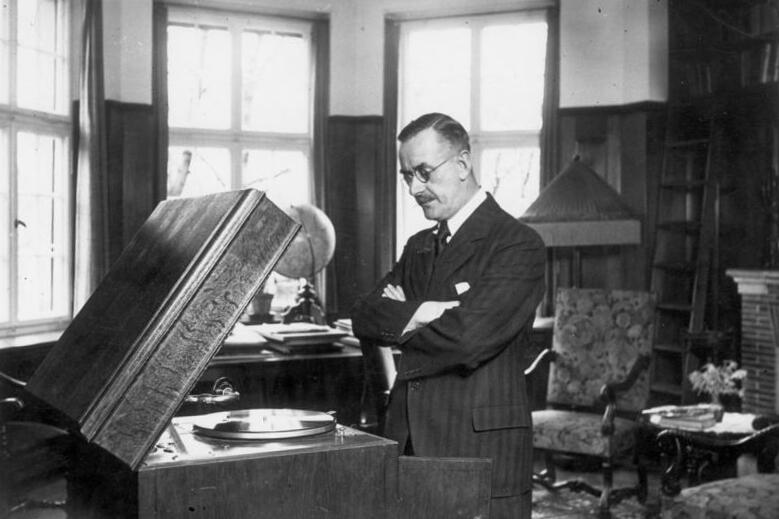
Томас Манн в 1932 г.

### Эмиграция
В 1933 году писатель вместе с семьёй эмигрировал из нацистской Германии и поселился в Цюрихе. В том же году вышел первый том его романа-тетралогии «Иосиф и его братья», где Манн по-своему интерпретирует историю библейского Иосифа. Работа состоит из нескольких отдельных романов «Былое Иакова», «Юный Иосиф», «Иосиф в Египте» и «Иосиф-кормилец». Для работы над романом писатель специально ездил в Палестину и Египет собирать материалы. Главным замыслом было именно изобразить мир древности. Кроме того, в романе можно проследить эволюцию сознания от коллективного к индивидуальному.
В 1936 году после безуспешных попыток уговорить Томаса Манна вернуться в Германию нацистские власти лишили его немецкого гражданства, и он стал гражданином Чехословакии, а в 1938 году уехал в США, где прочёл четыре лекции в Принстонском университете. В 1939 году вышел роман «Лотта в Веймаре», описывающий взаимоотношения постаревшего Гёте и его юношеской любви Шарлотты Кестнер, ставшей прототипом героини «Страданий юного Вертера», снова встретившейся с поэтом спустя много лет.
В 1942 году он переехал в город Пасифик-Палисейдз и вёл антифашистские передачи для немецких радиослушателей. В 1945 году в своём докладе «Германия и немцы» (англ. Germany and the Germans) в Библиотеке Конгресса Томас Манн сказал:

Нет двух Германий, доброй и злой, есть одна-единственная Германия, лучшие свойства которой под влиянием дьявольской хитрости превратились в олицетворение зла. Злая Германия — это и есть добрая, пошедшая по ложному пути, попавшая в беду, погрязшая в преступлениях и теперь стоящая перед катастрофой. Вот почему для человека, родившегося немцем, невозможно начисто отречься от злой Германии, отягощенной исторической виной, и заявить: «Я — добрая, благородная, справедливая Германия; смотрите, на мне белоснежное платье. А злую я отдаю вам на растерзание».

В 1947 году вышел в свет его роман «Доктор Фаустус», главный герой которого во многом повторяет путь Фауста, продав душу дьяволу. Судьба гениального композитора Адриана Леверкюна тесно переплетается с судьбой Германии.

### Возвращение в Европу

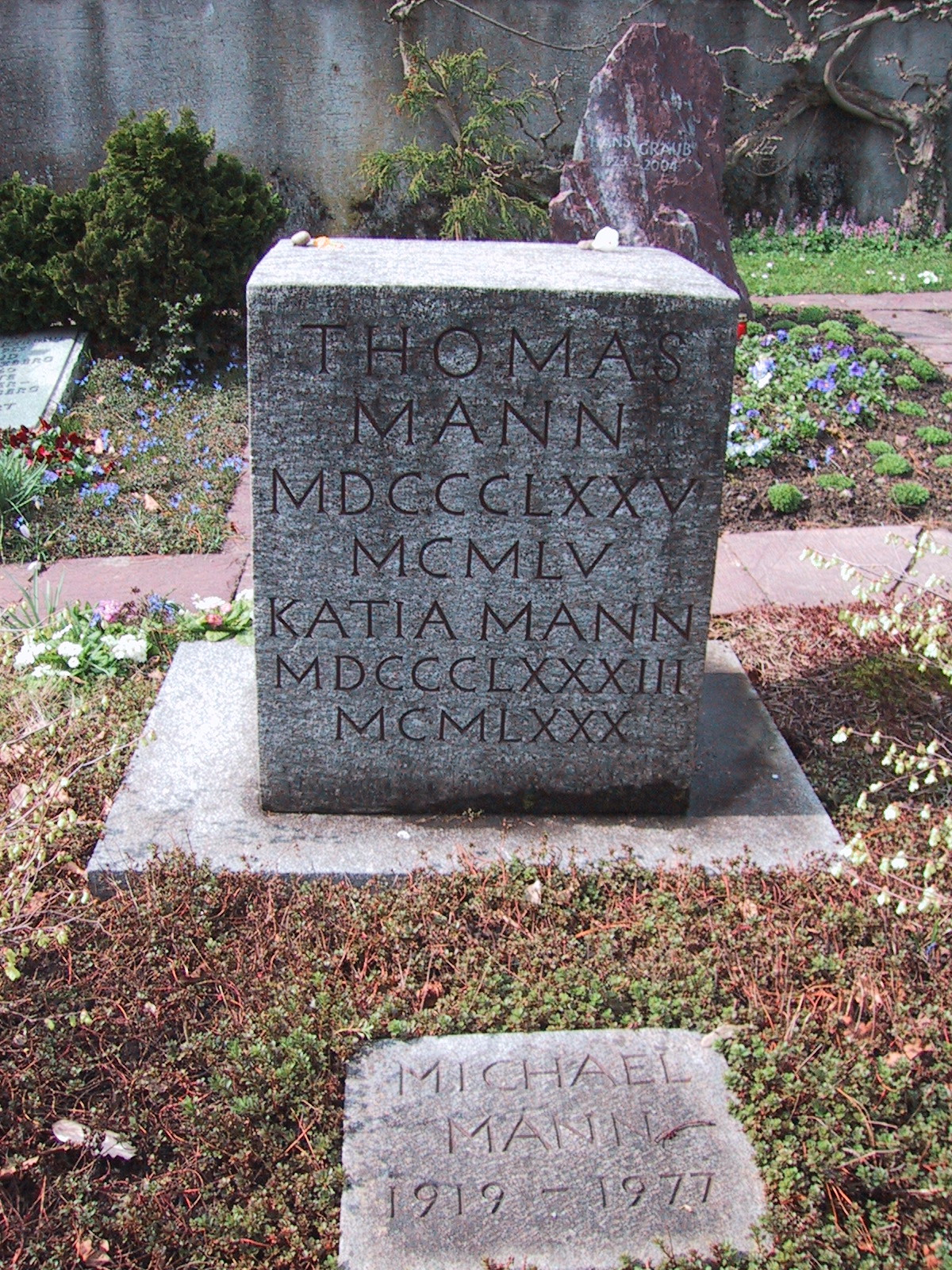
Могила Томаса и Кати Манн в Кильхберг (Цюрих) (Швейцария)

После Второй мировой войны ситуация в США приняла менее благоприятный для Манна характер: писателя обвинили в пособничестве СССР.
В июне 1952 года семья Томаса Манна возвратилась в Швейцарию. Несмотря на нежелание переселяться в расколотую страну насовсем, Манн тем не менее охотно приезжал в Германию (в 1949 году в рамках празднования юбилея Гёте он побывал и в ФРГ, и в ГДР).
В последние годы жизни он активно публиковался — в 1951 году вышел роман «Избранник», в 1954 году — последняя его новелла «Чёрный лебедь». Тогда же Манн продолжил работу над начатым ещё до Первой мировой романом «Признания авантюриста Феликса Круля» (опубликован неоконченным), — о современном Дориане Грее, который, обладая талантом, умом и красотой, предпочёл стать мошенником и с помощью своих афер начал стремительно подниматься по общественной лестнице, теряя человеческий облик и превращаясь в чудовище.
Томас Манн умер 12 августа 1955 года в больнице кантона Цюрих от расслоения брюшной аорты в результате атеросклероза.

## Писательский стиль
Манн — мастер интеллектуальной прозы. Своими учителями он называл русских романистов Льва Толстого и Достоевского; подробный, детализованный, неспешный стиль письма писатель действительно унаследовал от литературы XIX века. Однако темы его романов несомненно привязаны к веку XX. Они смелы, ведут к глубоким философским обобщениям и одновременно экспрессионистически накалены.
Ведущими проблемами романов Томаса Манна являются ощущение рокового приближения смерти (повесть «Смерть в Венеции», роман «Волшебная гора»), близость инфернального, потустороннего мира (романы «Волшебная гора», «Доктор Фаустус»), предчувствие краха старого миропорядка, краха, ведущего к ломке человеческих судеб и представлений о мире, нередко в чертах главных героев прослеживается лёгкий гомоэротизм (по мнению И. С. Кона, см. кн. «Лунный свет на заре. Лики и маски…»). Все эти темы нередко переплетены у Манна с темой роковой любви. Возможно, это связано с увлечением писателя психоанализом (пара Эрос — Танатос).
Для Г. Лукача Манн представлял собою зенит сознательного буржуазного разума, находившегося в оппозиции к иррационализму.

## Произведения

### Романы
- «Будденброки» / «Buddenbrooks — Verfall einer Familie», 1901
- «Королевское высочество» / «Königliche Hoheit», 1909
- «Волшебная гора» / «Der Zauberberg», 1924
- «Иосиф и его братья» / «Joseph und seine Brüder», (тетралогия), 1933—1943
  - «Былое Иакова» / «Die Geschichten Jaakobs», 1933
  - «Юный Иосиф» / «Der junge Joseph», 1934
  - «Иосиф в Египте» / «Joseph in Ägypten», 1936
  - «Иосиф-кормилец» / «Joseph der Ernährer», 1943
- «Лотта в Веймаре» / «Lotte in Weimar», 1939
- «Доктор Фаустус» / «Doktor Faustus», 1947
- «Избранник» / «Der Erwählte», 1951
- «Признания авантюриста Феликса Круля» / «Bekenntnisse des Hochstaplers Felix Krull» (не закончен), 1922—1954

### Рассказы
- Сборник рассказов / Der kleine Herr Friedemann, 1898
- «Тонио Крёгер» / «Tonio Kröger», новелла, 1903
- «Тристан» / «Tristan», новелла, 1903
- «Смерть в Венеции» / «Der Tod in Venedig», 1912
- «Двое» (Голодающие) / «Die Hungernden», сборник, 1927
- «Марио и волшебник» / «Mario und der Zauberer», 1930
- «Обменённые головы. Индийская легенда» / «Die vertauschten Köpfe — Eine indische Legende», 1940
- «Обманутая» / «Die Betrogene: Erzählung», 1954

### Эссе и публицистика
- «Размышления аполитичного[англ.]» / «Betrachtungen eines Unpolitischen», 1915—1918 (отрывок в переводе Никиты Елисеева)
- «Культура и социализм» / «Kultur und Sozialismus», 1929
- «Страдания и величие Рихарда Вагнера» / «Leiden und Größe Richard Wagners», эссе, 1933
- «Проблема свободы» / «Das Problem der Freiheit», эссе, 1937

### Прочее
- Письма

## Переводчики на русский язык
- Апт, Соломон Константинович
- Ман, Наталия
- Бабанов, Игорь Евгеньевич

## Фильмография
- «Смерть в Венеции» — фильм Лукино Висконти, снятый в 1971 году.
- «Доктор Фаустус» (Doktor Faustus), 1982, производство: Германия (ФРГ), режиссёр: Франц Зайц.
- «Волшебная гора» (Der Zauberberg), 1982, страны: Австрия, Франция, Италия, Германия (ФРГ), режиссёр: Ханс В. Гайссендёрфер.
- «Марио и волшебник» (Mario und der Zauberer), 1994, страны: Австрия, Франция, Германия, режиссёр: Клаус Мария Брандауэр.
- «Будденброки» — фильм Генри Брелора, снятый в 2008 году.